# 舜仁入道親王
舜仁入道親王（1789年2月25日—1843年10月19日），俗名正道，幼名龜代宮，是日本江戶時代中期及後期的入道親王，生父母是有栖川宮織仁親王及家女房高木氏，有栖川宮韶仁親王的同母弟。

## 經歷
龜代宮最初於寬政五年（1793年）十二月成為一乘院公澄法親王的附弟，寬政八年（1796年）三月十六入寺。文化四年（1807年）十二月成為光格天皇的養子，次年（文化五年、1808年）八月廿六日接受親王宣下，賜名正道，一個月後出家，法號公猷，至文化十年（1813年）四月敘一品及文政十年（1827年）十月受封准后，十二月改法號為舜仁。
同時，他在文化十年到天保十三年（1842年）十二月三度擔任天台座主。他在天保十四年（1843年）九月去世，院號自在心院，葬在東叡山。